# Kentarō Hayashi
Kentarō Hayashi (林健太郎?, Hayashi Kentarō; Machida, 29 agosto 1972) è un allenatore di calcio ed ex calciatore giapponese, di ruolo difensore, tecnico del Gainare Tottori.

## Palmarès

### Giocatore

#### Competizioni nazionali
- Supercoppa del Giappone: 1

Verdy Kawasaki: 1995